# Ibrahim Ghannam
Ibrahim Hassan Kheite (Haifa, Mandato Británico de Palestina, 1930 – Beirut, El Líbano, 1984), más conocido por su nombre artístico Ibrahim Ghannam, fue un artista palestino considerado como uno de los fundadores del movimiento de arte plástico palestino. Sus pinturas se focalizan en describir la vida diaria del pueblo Palestino antes del Nakba, pintando escenas con un estilo naif y colores brillantes.
A corta edad contrajo Gota, por lo que utilizó silla de ruedas casi gran parte de su vida. Su reputación como ilustrador profesional emergió desde el campo "tal el za3tar" cercano a la capital libanesa de Beirut.
Fue uno de los miembros fundadores de la fundación Unión General de artistas de Palestina y de la fundación Federación General de artistas árabes. Durante la invasión al Líbano de 1982, la armada israelí tomó alguna de sus pinturas desde diversas exhibiciones de Beirut, mientras que otras se perdieron durante la invasión iraquí en Kuwait. 
Fue el protagonista del documental de Adnan Mdanat titulado Palestinian Visions (1977).